# Bob Burns
Bob Burns (ur. 2 sierpnia 1890 w Van Buren, zm. 2 lutego 1956 w Encino) – amerykański komik muzyczny i aktor. Popularyzator instrumentu dętego zwanego bazooką. Zmarł na raka nerki.

## Filmografia
- 1930: W górze rzeki jako Slim
- 1931: Heaven on Earth jako Marty
- 1932: Boczna ulica jako Konduktor w tramwaju
- 1935: Southern Exposure jako Jimmie Chase
- 1936: Rhythm on the Range jako Buck Eaton
- 1937: Waikiki Wedding jako Shad Buggle
- 1937: Mocni ludzie jako Hank York
- 1938: Tropic Holiday jako Breck Jones
- 1939: I’m from Missouri jako Sweeney Bliss
- 1940: Alias the Deacon jako Deke Caswell
- 1944: Belle of the Yukon jako Sam Slade

## Wyróżnienia
Posiada swoją gwiazdę na Hollywoodzkiej Alei Gwiazd.